# روپرت امرسون
روپرت امرسون (Rupert Emerson ؛۲۰ اوت ۱۸۹۹، در رای، نیویورک - ۹ فوریه ۱۹۷۹، در کمبریج، MA) استاد علوم سیاسی و روابط بین‌الملل بود. وی چهل و سه سال در هیئت علمی دانشگاه هاروارد خدمت کرد و در سمت‌های مختلف دولت آمریکا خدمت کرد.

## زندگی‌نامه
روپرت امرسون پس از خدمت در نیروی دریایی ایالات متحده از سال ۱۹۱۷ تا ۱۹۱۸، در سال ۱۹۲۲ لیسانس خود را از دانشگاه هاروارد دریافت کرد، سپس دکترای خود را از مدرسه اقتصاد لندن در سال ۱۹۲۷ دریافت کرد. وی عضوی از انجمن علوم سیاسی آمریکا، انجمن مطالعات آسیایی (رئیس، ۱۹۵۳ تا ۱۹۵۳)، انجمن مطالعات آفریقا  (رئیس، ۱۹۶۶–۱۹۶۵)، آکادمی علوم و هنرهای آمریکا و عضو شورای روابط خارجی بود.
امرسون از سال ۱۹۲۷ تا زمان بازنشستگی در ۱۹۷۰ از اعضای هیئت علمی دانشگاه هاروارد بود. او که متخصص ملی‌گرایی در آسیا و آفریقا است، اغلب به عنوان مهمان در دانشگاه‌های آفریقای شرقی سخنرانی می‌کرد. وی از سال ۱۹۲۷–۱۹۳۱ در هاروارد مربی بود. استادیار، ۱۹۳۱–۱۹۳۸؛ دانشیار علوم سیاسی، ۱۹۳۸–۱۹۴۶؛ استاد روابط بین‌الملل، ۱۹۴۶–۱۹۷۰؛ استاد برجسته علوم سیاسی، ۱۹۷۰–۱۹۷۹. وی در سال‌ها ۱۹۳۷–۱۹۳۸ استاد در دانشگاه ییل بود. استاد میهمان علوم سیاسی در دانشگاه کالیفرنیا، برکلی، ۱۹۵۳–۱۹۵۴ و ۱۹۷۳، در دانشگاه کالیفرنیا، لس آنجلس، ۱۹۶۵–۱۹۷۱ و در دانشگاه آمریکایی قاهره، ۱۹۷۲.
وی در پست‌های مختلف دولت ایالات متحده در واشینگتن. دی. سی، ۱۹۴۱–۱۹۴۶ خدمت کرد. او در سال ۱۹۶۲ به عنوان مشاور قانون اساسی در دولت کره فعالیت کرد. وی همچنین به عنوان معتمد مؤسسه روابط اقیانوس آرام خدمت کرد.

## جوایز
- فلوشیپ گوگنهایم، دانشگاه کالیفرنیا، برکلی، ۱۹۵۳– ۱۹۵۴.
- کمک هزینه بنیاد فورد، آفریقا، ۱۹۶۰–۱۹۶۱.

## زندگی شخصی
والدین وی ویلیام کی باند و ماریا هولمز (فرمن) امرسون بودند. وی در ۱۴ سپتامبر ۱۹۲۵ با آلا جولیوانا گروسژان ازدواج کرد. آنها ۴ فرزند داشتند: ویلیام کی باند امرسون، نینا اوله امرسون، ناتاشا ماریا امرسون و روپرت آلن امرسون.

## کتابشناسی، فهرست کتب
- Emerson, R. Papers of Rupert Emerson, ca. 1960-حدود ۱۹۷۰ (شامل). نسخه خطی منتشر نشده.
- Emerson, R. (1928) دولت و حاکمیت در آلمان مدرن. نیوهیون، لندن: مطبوعات دانشگاه ییل؛ H. میلفورد ، انتشارات دانشگاه آکسفورد.
- Emerson, R. (1937) مالزی: مطالعه ای در قاعده مستقیم و غیرمستقیم. نیویورک: شرکت مکمیلان.
- Emerson, R. (1942) هند هلند و ایالات متحده است. بوستون: بنیاد صلح جهانی،
- Emerson, R. (1949) وابستگی‌های اقیانوس آرام آمریکا: بررسی سیاست‌های استعماری آمریکا و نحوه مدیریت و پیشرفت به سمت خودگردانی در آلاسکا، هاوایی، گوام، ساموآ و قلمرو اعتماد. نیویورک: مؤسسه آمریکایی روابط اقیانوس آرام.
- Emerson, R. (1955) دولت نماینده در جنوب شرقی آسیا. کمبریج: انتشارات دانشگاه هاروارد.
- Emerson, R. (1960) از امپراطوری به کشور دیگر: ظهور خوداظهاری مردم آسیا و آفریقا. کمبریج: انتشارات دانشگاه هاروارد.
- Emerson, R. (1963) ملت سازی در آفریقا. در KW Deutsch (ویراستار)، Nation Building (ص. ۹۵–۱۱۶).
- Emerson, R. (1963) نوسازی سیاسی: سیستم تک حزبی. دنور: بنیاد علوم اجتماعی دانشگاه دنور.
- Emerson, R. (1964) تعیین سرنوشت در دوران استعمار دوباره. کمبریج، کارشناسی ارشد: مرکز امور بین‌الملل، دانشگاه هاروارد.
- Emerson, R. (1964) ملی‌گرایی و توسعه سیاسی. در JH Hallowell (ویراستار)، توسعه برای چه؟ (صص ۳–۳۳). دورهام، NC: منتشر شده برای برنامه تحقیقات اوقاف لیلی در مسیحیت و سیاست توسط انتشارات دانشگاه دوک.
- Emerson, R. (1937) مالزی: مطالعه ای در قاعده مستقیم و غیرمستقیم. کوالالامپور: توزیع کنندگان تنها مطبوعات دانشگاه مالایا فروشگاه کتاب تعاونی دانشگاه مالایا.
- Emerson, R. (1966) احزاب و ادغام ملی در آفریقا. در JG LaPalombara (ویراستار)، احزاب سیاسی و توسعه سیاسی (ص. ۲۶۷–۳۰۱)
- Emerson, R. (1967) سیاست آفریقا و ایالات متحده. Englewood Cliffs, NJ: Prentice-Hall.
- Emerson, R. (1971) تأملاتی دربارهٔ رهبری در جهان سوم. در مقاله‌هایی در مورد نوسازی جوامع توسعه نیافته (جلد ۲، صص. ۵۴۰–۵۵۶) بمبئی
- Emerson, R. (1979) دولت و حاکمیت در آلمان مدرن. Westport, CT: مطبوعات Hyperion.
- Emerson, R. ([1963؟]) نوسازی سیاسی: سیستم تک حزبی. دنور: بنیاد علوم اجتماعی، دانشگاه دنور.
- Emerson, R. ، & Kilson, M. (1965). بیداری سیاسی آفریقا. Englewood Cliffs, NJ: Prentice-Hall.
- Emerson, R. ، Mills, LA، & Thompson, VM (1942). دولت و ملی‌گرایی در جنوب شرقی آسیا. نیویورک: دبیرخانه بین‌المللی، انستیتوی روابط اقیانوس آرام.
- Padelford, NJ، & Emerson, R. (1963) آفریقا و نظم جهانی. نیویورک: پرایگر.
- Young, C. ، Young, HE، & Emerson, R. (1999). سازگاری تنوع فرهنگی: مطالعات موردی. باسینگستوک، نیویورک: مکمیلان، مطبوعات سنت مارتین.